# Чифен
Чифен (кит. 赤峰市, пін. Chìfēng Shì) — місто-округ в автономному регіоні Внутрішня Монголія.

## Географія
Чифен лежить на захід від рівнини Сунляо на річці Шар-Морон.

### Клімат
Місто знаходиться у зоні, котра характеризується кліматом помірних степів. Найтепліший місяць — липень із середньою температурою 23.9 °C (75 °F). Найхолодніший місяць — січень, із середньою температурою -11.1 °С (12 °F).
| Клімат Чифена           | Клімат Чифена | Клімат Чифена | Клімат Чифена | Клімат Чифена | Клімат Чифена | Клімат Чифена | Клімат Чифена | Клімат Чифена | Клімат Чифена | Клімат Чифена | Клімат Чифена | Клімат Чифена | Клімат Чифена |
| Показник                | Січ.          | Лют.          | Бер.          | Квіт.         | Трав.         | Черв.         | Лип.          | Серп.         | Вер.          | Жовт.         | Лист.         | Груд.         | Рік           |
| Абсолютний максимум, °C | 8             | 15            | 21            | 30            | 36            | 37            | 37            | 36            | 33            | 28            | 17            | 12            | 37            |
| Середній максимум, °C   | −4            | 0             | 7             | 16            | 24            | 28            | 29            | 27            | 22            | 16            | 5             | −1            | 14            |
| Середня температура, °C | −10           | −7            | 0             | 8             | 16            | 21            | 23            | 21            | 15            | 8             | −1            | −8            | 7             |
| Середній мінімум, °C    | −17           | −14           | −7            | 1             | 8             | 15            | 18            | 16            | 9             | 1             | −8            | −15           | 0             |
| Абсолютний мінімум, °C  | −27           | −23           | −22           | −13           | −2            | 5             | 12            | 7             | −1            | −11           | −23           | −25           | −27           |
| Норма опадів, мм        | 0             | 0             | 0             | 10            | 20            | 60            | 110           | 60            | 20            | 10            | 0             | 0             | 360           |
| Днів з дощем            | 1             | 1             | 1             | 3             | 4             | 6             | 10            | 6             | 3             | 1             | 1             | 1             | 44            |
| Вологість повітря, %    | 44            | 41            | 38            | 33            | 34            | 52            | 67            | 66            | 56            | 47            | 46            | 48            | 48            |
| ----------------------- | ------------- | ------------- | ------------- | ------------- | ------------- | ------------- | ------------- | ------------- | ------------- | ------------- | ------------- | ------------- | ------------- |
| Джерело: Weatherbase    |               |               |               |               |               |               |               |               |               |               |               |               |               |

## Адміністративний поділ
Префектура поділяється на 3 райони, 2 повіти і 7 хошунів:
| Карта | Карта                | Карта        | Карта            |
| --- | -------------------- | ------------ | ---------------- |
| Хешигтен Ліньсі Байрин – · Правий стяг Байрин – · Лівий стяг Ар-Хорчин Оннюд Суншань Аохан Харачин ① ② Нінчен ① Хуншань ② Юаньбаошань |                      |              |                  |
| Статус | Назва                | Оригінал     | Населення (2020) |
| Район | Суншань              | 松山区       | 706 312          |
| Район | Хуншань              | 红山区       | 469 079          |
| Район | Юаньбаошань          | 元宝山区     | 284 990          |
| Повіт | Ліньсі               | 林西县       | 186 663          |
| Повіт | Нінчен               | 宁城县       | 484 397          |
| Хошун | Аохан                | 敖汉旗       | 448 712          |
| Хошун | Ар-Хорчин            | 阿鲁科尔沁旗 | 240 360          |
| Хошун | Байрин – Лівий стяг  | 巴林左旗     | 277 522          |
| Хошун | Байрин – Правий стяг | 巴林右旗     | 155 027          |
| Хошун | Оннюд                | 翁牛特旗     | 333 970          |
| Хошун | Харачин              | 喀喇沁旗     | 262 792          |
| Хошун | Хешигтен             | 克什克腾旗   | 186 143          |